# Eichgraben
Eichgraben è un comune austriaco di 4 555 abitanti nel distretto di Sankt Pölten-Land, in Bassa Austria; ha lo status di comune mercato (Marktgemeinde). È stato istituito nel 1923 per scorporo dal comune di Pressbaum.